# Huntley Allen
Huntley Allen (* 11. Oktober 2000) ist ein US-amerikanischer Tennisspieler.

## Karriere
Allen spielte nur drei Matches auf der ITF Junior Tour und platzierte sich damit außerhalb der Top 1000 der Junioren.
Nach Abschluss der High School begann Allen ein Studium an der Southern Methodist University, wo er auch College Tennis spielte. Er schloss den Bachelor 2022 ab; nach einem Jahr Pause absolvierte er bis 2024 auch einen Master an der SMU.
In seinem Leben spielte Allen bislang nur zwei Tennisturniere im Doppel der Profis: 2022 ein Turnier der ITF Future Tour und 2024 mit Julian Steinhausen beim Event der ATP Tour in Dallas. Beide Matches gingen verloren. Zu den Einsätzen kam er jeweils dank einer Wildcard, die ihm als Student seiner Uni in Dallas zuteilwurde. In der Weltrangliste war Allen bislang nicht vertreten.